# Oko (film)
Oko (v anglickém originále The Eye) je americký hororový film z roku 2008. Režiséry filmu jsou David Moreau a Xavier Palud. Hlavní role ve filmu ztvárnili Jessica Alba, Parker Poseyová, Rachel Ticotin, Alessandro Nivola a Tamlyn Tomitová. 

## Obsazení
| Jessica Alba      | Sydney Wells     |
| Parker Poseyová   | Helen Wells      |
| Rachel Ticotin    | Rosa Martinez    |
| Alessandro Nivola | Paul Faulkner    |
| Tamlyn Tomitová   | slečna Cheung    |
| Rade Šerbedžija   | Simon McCullough |
| Obba Babatundé    | Dr. Haskins      |
| Chloë Moretzová   | Alicia Millstone |